# Wosawa (przystanek kolejowy)
Wosawa (biał. Восава, ros. Осово) – przystanek kolejowy w miejscowości Dubrauka, w rejonie osipowickim, w obwodzie mohylewskim, na Białorusi.